# Iporã
Iporã è un comune del Brasile nello Stato del Paraná, parte della mesoregione del Noroeste Paranaense e della microregione di Umuarama. Si trova 644 km a ovest della capitale dello Stato Curitiba.